# Czekanowo (Koejavië-Pommeren)
Czekanowo is een plaats in het Poolse district  Brodnicki, woiwodschap Koejavië-Pommeren. De plaats maakt deel uit van de gemeente Bobrowo en telt 200 inwoners.